# 包神铁路
包神铁路是中国一条由陕西省神木至内蒙古自治区包头万水泉站的铁路，是旧包西铁路的一段。是神府-东胜煤田煤炭外运的北通道，由神华集团、陕西省铁路投资（集团）公司、内蒙古自治区如意实业有限公司共同出资修建的地方合资铁路，三家的股权分别是88.16%、5.92%、5.92%。包神铁路现由神华集团控股的子公司包神铁路有限责任公司管理。
1986年5月1日开工建设。是神华集团的第一条铁路。1989年3月10日开通试运行。原设计建成包头万水泉站至神木县大柳塔站，正线全长170.15公里，为单线铁路，原设计年货运550万吨，远期1400万吨，蒸汽机车牵引。现以神木站为包神铁路南端，与神延铁路接轨，正线全长192千米，其中复线区段59.38千米，设18座车站，其中14座车站设有专用线共计32条（包神公司代管）总长166千米。2013年10月包西铁路东胜西站开通后无旅客列车经由包神铁路，仅剩包神公司内部通勤列车1对。2001年货运首次破千万吨，达1258万吨。2002年蒸汽机车牵引全部改为内燃机车牵引。2008年至2010年完成全线电气化改造，全线60kg/m钢轨换铺无缝线路改造，全线站场到发线延长至1050米，东胜至瓷窑湾区段复线化。2011年货运14372万吨。。

## 与其它铁路线的连接
- 神木站：神朔铁路、神延铁路
- 沙沙圪台站：东乌铁路
- 包头站：京包铁路、包兰铁路、包白铁路、甘泉铁路、包西铁路